# Driver (jeu vidéo)
Pour les articles homonymes, voir Driver.
Driver, en version originale Driver: You Are the Wheelman, est un jeu vidéo développé par Reflections, sorti le 30 juin 1999 sur PlayStation. Il a été adapté sur Mac OS, Windows et Game Boy Color. C'est un jeu vidéo de course-poursuite dont l'histoire se passe pendant les années 1970.
Le jeu connaît un important succès et marque les débuts de la série Driver, écoulée à plus de 14 millions d'exemplaires en 2006.
Son successeur nommé "Driver 2" suit le même style de jeu que son prédécesseur.

## Système de jeu
D'après une inscription trouvée dans une des villes, le jeu se déroule en 1980. Le joueur incarne Tanner, un policier infiltré dans la mafia, qui doit accomplir diverses missions au volant d'automobiles. L'action se déroule dans les villes de Miami, San Francisco, Los Angeles et New York. Seules deux des quatre villes sont accessibles dès le début du jeu : Miami et San Francisco. Pour pouvoir jouer dans les villes de New-York et Los Angeles, le joueur doit progresser dans le mode histoire (Un flic dans la mafia).
Driver laisse une grande liberté d'action et comprend une importante durée de vie (quelque peu réduite à cause de l'originalité du scénario : il faut sauver le président). Trois modes de jeu sont proposés : Campagne, Défis et « Faire un tour » dans lequel le joueur peut librement voguer dans les villes. Driver est ainsi le deuxième jeu à proposer au joueur de se promener dans des grandes villes librement, sans contrainte, Grand Theft Auto ayant été le premier 1 an avant mais en 2D.
Le jeu se démarque par sa dimension cinématographique. Ainsi le joueur peut à tout moment de la partie passer en mode « réalisateur » pour revoir l'action en modifiant la position des caméras. Il est aussi possible d'enregistrer les séquences.
La police est très présente, et elle est sévère. Si le joueur roule trop vite, grille un feu rouge, ou même s'il donne un petit coup de frein a main devant les forces de l'ordre, la police peut le prendre en chasse, jusqu'à ce que le véhicule de joueur soit détruit et à l'arrêt (agressivité identique car pas de niveau de recherche). Les modes de difficulté du jeu règlent en particulier le nombre de voitures de police lors de barrages routiers. Pour échapper à la police, il faut sortir d'une zone de recherche mais toutes les unités sont en alerte : dès que vous vous approchez d'une voiture de police, elle vous prend en chasse.
Il faut également noter que le jeu n'est pas vraiment violent : le joueur ne peut renverser de piétons (qui évitent au dernier moment la voiture quitte pour cela à traverser les murs) ni tuer un autre conducteur civil (les voitures n'explosent pas). Les forces de l'ordre n'utilisent pas d'armes à feu, elles se contentent juste d'abimer la voiture pour la rendre hors d'usage (en VF, « t'as ruiné la caisse » s'affiche). La voiture reste toujours aussi contrôlable malgré les dégâts (la police n'utilisant pas de herses).
La version Game Boy Color est en 2D et se joue une vue de dessus.

## Menu d'introduction du jeu
Le menu de Driver propose sept choix  :
1. Un Flic dans la mafia : il s'agit du mode histoire dans lequel le joueur incarne Tanner, un policier tête brûlée qui n'a qu'un seul but : anéantir la famille Castaldi, parrains de la mafia locale ;
2. Poursuite ;
3. Entrainement (symbolisé par les plots de chantier) : le joueur peut s'entraîner dans le parking ou dans le désert ;
4. Codes secrets (symbolisé par la voiture de police) ;
5. As du volant : plusieurs types de courses sont disponibles, et ce dès le début du jeu : poursuites, délits de fuite, checkpoint, jeu de piste, survie, et traversée du désert ;
6. Faire un tour (symbolisé par la Ford Mustang). Si vous commencez le jeu, seules deux villes sur les quatre sont accessibles : Miami et San-Francisco. Pour pouvoir jouer dans les villes de New-York et Los-Angeles, il faudra progresser dans le mode histoire (Un flic dans la mafia). Une fois la ville choisie, le joueur a la possibilité d'y aller de jour ou de nuit. Les effets climatiques (temps ensoleillé, nuageux, pluie, ou neige pour New-York) seront choisis par le jeu de manière aléatoire[2] ;
7. Options (le capot de la Ford Mustang s'ouvre).

## Développement

### Musique
La bande-son, composée par Allister Brimble, comprend 17 titres.

### Nouveautés PC
La version Windows propose quelques nouveautés par rapport à la version PlayStation :
- Des améliorations graphiques qui peuvent être réglables dans les options (eaux transparentes, etc.) ;
- Un baromètre à chiffre indique la vitesse du véhicule (en mph). Elle devient rouge lorsque le joueur dépasse la vitesse autorisée ;
- Une plus grande variété de véhicules (camionnette, pick-up, etc.) ;
- La possibilité de choisir une voiture après avoir fini le jeu ;
- Une ville cachée, appelée Newcastle, peut être explorable après avoir fini le jeu ;
- Dans le menu "As du volant", un nouveau type de course est disponible : carnage. Elle consiste à faire le maximum de dégâts dans la ville en 1 minute.
- Le message affiché en cas de destruction du véhicule est « T'as plié ta caisse » au lieu de « T'as ruiné la caisse! ».

## Accueil et postérité
Driver connaît un important succès critique et commercial. La version PlayStation totalise six millions d'exemplaires écoulés, avec plus d'un million de ventes le premier mois de commercialisation. C'est le titre le plus vendu sur la console de Sony en 1999 et le plus gros succès en date pour un jeu console chez GT Interactive, positionnant Driver comme une franchise phare de la société.
Depuis le rachat du studio Reflections en 2006 par Ubisoft, la franchise Driver appartient à la société de Montreuil. La version PlayStation a été réédité en téléchargement sur PlayStation 3 et PlayStation Portable le 14 août 2008 en Europe.